# Победная (река)
Победная (также балка Поль; укр. Побєдна, крымскотат. Pobednaya) — река в Джанкойском и Красногвардейском районах Крыма, длиной 18 километров, с площадью водосборного бассейна 366 км².
Типичное крымское степное сухоречье, или балка, прежде несущая воду только после таяния снегов и дождей — максимальный зафиксированный (у села Знаменка) расход воды — 29,1 м³/сек. На имеющихся топографических картах, начиная с 1842 года по 1941 год река не обозначена, лишь на карте 1817 года ставший впоследствии руслом овраг несёт название Шаирлы. Судя по доступным источникам, статус реки Победная приобрела после прокладки Северо-Крымского канала, когда русло, в результате наполнения грунтовыми и сбросовыми водами, приобрело постоянный водоток (по номенклатуре канала — главный коллектор СКК № 5 (ГК-5) длина 24,5 км, в том числе по руслу реки 18,0 км; площадь с дренажной сетью 3900 гектаров).
Исток находится у южной окраины села Серноводского, на высоте около 20 м, течёт почти строго на север и впадает в залив Сиваш, в 3 км севернее посёлка Митюрино, образуя обширную болотистую дельту, затопляемую при подъёмах воды. Русло реки почти полностью канализировано и большая его часть представляет собой коллектор ГК-5, река сильно загрязнена. Впадает примерно в 3 км севернее села Митюрино, в обшиный заболоченный лиман-солончак Сиваша, образуя своеобразный эстуарий (Керлеутская пойма) с рекой Мирновка (лагунно-заливный тип без выраженного устьевого участка). Ложе балки состоит из аллювиальных (пойменных) суглинков и супесей, сверху покрытых лугово-каштановыми солонцеватыми почвами и их сочетаниями с лугово-степными солонцами. Водоохранная зона балки установлена в 100 м.
22 мая 2015 года на автомобильной дороге между селами Болотное и Заречное обрушился мост через речку Победная, который соединял с Джанкоем села Заречное, Армейское, Низинное, Чайкино и Мысовое. 2 декабря 2016 года был открыт новый мост, который был построен за 3 месяца строителями из Республики Татарстан.